# 양산 광천사 육경합부
양산 광천사 육경합부(梁山 光天寺 六經合部)는 대한민국 경상남도 양산시 하북면, 광천사에 있는 육경합부이다.
2013년 5월 2일 경상남도의 유형문화재 제535호 양산 광천사 소장 육경합부로 지정되었다가, 2018년 12월 20일 현재의 명칭으로 변경되었다.

## 개요
양산 광천사 육경합부(六經合部)는 1462년(세조8) 전라도 화암사(花岩寺)에서 간행된 것으로 판심(版心)은 있으나 어미(魚尾)가 없는 조선전기 판본의 특징을 잘 보여주는 경전이다. 발문은 없지만, 발문은 적은 이와 간행시기, 간행처가 분명하여 조선전기 불서판본연구에 귀중한 자료가 된다.

## 같이 보기
- 육경합부
- 화암사

## 참고 문헌
- 양산 광천사 육경합부 - 국가유산청 국가유산포털